# Astronomicko přírodovědná observatoř v Kadani
Astronomicko přírodovědná observatoř v Kadani je hvězdárna nacházející se na Prostředním vrchu v Kadani. Je vybavena dvěma kupolemi a vyhlídkovou plošinou. Observatoř byla otevřena dne 5. února 2022 a slouží k vzdělávací činnosti v regionu i pro veřejnost.

## Činnost

### Pozorování pro veřejnost
Pozorování na observatoři probíhá obvykle 1x za 14 dní v pátek a v sobotu v odpoledních až večerních hodinách. Konkrétní program, čas i délka pozorování se liší podle aktuální situace na obloze a je zveřejňován na webu a Facebooku observatoře.

## Vybavení
Observatoř je vybavena dvěma kupolemi, vyhlídkovou plošinou a přednáškovým sálem.

### Čtyřmetrová kopule
Kouple o průměru 4 metry slouží zejména pro pozorování pro veřejnost. Na montáži Sky-Watcher EQ-8 se zde nachází čočkový dalekohled Sky-Watcher Esprit 150ED APO Triplet a dalekohled Lunt pro pozorování Slunce v čáře H-alfa.

### Třímetrová kopule
Kopule o průměru 3 metry slouží zejména pro automatizované pozorování. Na montáži Sky-Watcher EQ-8 se zde nachází zrcadlovo-čočkový dalekohled Celestron 11".

### Vyhlídková plošina
Vyhlídková plošina je volně přístupná pro veřejnost. Slouží pro astronomické pozorování i jako rozhledna na město Kadaň.

### Přednáškový sál
Přednáškový sál je klimatizovaný a vybavený projektorem. Na stěnách se nacházejí informační panely.